# Glyptonotus antarcticus
Glyptonotus antarcticus, también llamado isópodo antártico gigante, es un crustáceo isópodo marino bentónico del suborden Valvifera. Este animal fue primeramente descrito por James Eights en 1852, siendo su localidad tipo las Islas Shetland del Sur.

## Descripción
Glyptonotus antarcticus puede alcanzar una longitud máxima de 9 centímetros. Se le considera un isópodo de gran tamaño, dado que la mayoría de estos tienen un tamaño cercano a los 5 centímetros de largo. Sin embargo, no supera el tamaño promedio de la mayoría de especies de isópodos gigantes, pertenecientes al género Bathynomus. Anatómicamente, tiene dos pares de  ojos compuestos: un par grande en la superficie dorsal, y un par más pequeño en la superficie ventral. Este último par de ojos se teorizan que son útiles  al momento de la natación, la cual realiza con su cuerpo en una posición volteada. Con la excepción de sus ojos, algunas partes de su boca y sus patas, toda la superficie del animal esta cubierta por estructuras cutículares constituidas por pelos plumosos y escamas nudosas. Se piensa que esta cutícula puede ayudar a este isópodo a prevenir la adhesión de Foraminíferos y larvas de otros animales a la superficie de su cuerpo.

## Distribución y hábitat
Glyptonotus antarcticus es una especie nativa de las costas de la Antártida. Este isópodo vive en el lecho marino, a una profundidad que yace entre la zona intermareal hasta una profundidad de 580 metros (1900 ft).

## Biología
Glyptonotus antarcticus es un animal carnívoro y carroñero, que generalmente se encuentra atrapado en trampas cebadas que yacen en el lecho marino. Se le considera un depredador oportunista con una dieta variada; la cual es muy rica en equinodermos. Dado que este animal se cría en todas las épocas del año, se cree que esta criatura tiene un suministro de alimento bastante constante.

## Glyptonotus antarcticuscomo modelo experimental
Dado su abundancia y facilidad de crianza en los acuarios, Glyptonotus antarcticus se ha convertido en un organismo modelo importante en estudios ecológicos, bioquímicos, y fisiológicos. Un estudio genético del año 2005 sugiere que Glyptonotus antarcticus realmente representa una gama de especies diferentes. Otro estudio ha observado que la proteína de shock térmico Hsp70 se expresa de manera constitutiva en Glyptonotus antarcticus, en vez de ser inducida por un estrés térmico en el animal.